# Ciprian Marica
Ciprian Andrei Marica (n. 2 octombrie 1985, București, România) este un fotbalist român retras din activitate, care a evoluat pe postul de atacant. Marica a jucat și 71 de meciuri pentru echipa națională, pentru care a evoluat între anii 2003 și 2014 și pentru care a marcat 25 de goluri.
După terminarea carierei, Ciprian Marica s-a implicat financiar în susținerea clubului Farul Constanța.

## Cariera

### Dinamo București
A debutat în fotbalul mare la Dinamo București, echipă din orașul său natal. Primul meci în Divizia A l-a jucat pe data de 4 mai 2002, pierdut cu scorul de 1-0 în fața celor de la FC Național. A fost considerat un viitor talent al fotbalului românesc, drept pentru care a început să fie introdus din ce în ce mai des în primul 11 al formației alb-roșii. Astfel, în sezonul 2002-2003 a bifat 11 partide, în care a marcat un gol. La Dinamo, Ciprian a câștigat 2 titluri de campion, în 2002 și în 2004, precum și două Cupe ale României, în 2003 și 2004. În 2003 a debutat și în Cupa UEFA, unde a înscris un gol în poarta viitoarei sale formații Șahtior Donețk.

### Șahtior Donețk
Fiind impresionat de prestația sa din dubla cu Șahtior, antenorul Bernd Schuster îl aduce la echipa ucraineană unde își va petrece cei mai buni ani din carieră de până în prezent. Și-a câștigat repede un loc printre titulari, jucând încă din primul sezon 13 meciuri în care a înscris 4 goluri.
Sezonul 2004-2005 i-a dat ocazia să evolueze în grupele celei mai puternice competiții europene de fotbal Liga Campionilor. A fost titular în cinci partide, dar nu a reușit să înscrie nici un gol. La Șahtior a cucerit titlul în Ucraina, oprind seria de 2 titluri consecutive ale rivalei Dinamo Kiev. În sezonul 2005-2006, a câștigat din nou titlul în Ucraina, fiind titularizat în 21 de partide în care a marcat 4 ori. Fiind eliminat în turul 3 preliminar al Ligii Campionilor, Șahtiorul joacă în Cupa UEFA, unde s-a clasat pe locul al doilea într-o grupă din care au făcut parte Rapid București (care a câștigat cu 1-0 și a terminat grupa pe primul loc), viitoarea sa echipă VfB Stuttgart, PAOK și Rennes. S-a oprit în șaisprezecimi, unde a fost eliminată de Lille OSC.
În sezonul 2006-2007, Ciprian a explodat pe plan european, marcând 4 goluri în Liga Campionilor. Totuși, Șahtior nu a trecut de faza grupelor, dar a ajuns în primăvara UEFA, unde a fost eliminată în optimi de deținătoarea trofeului, FC Sevilla.

### VfB Stuttgart

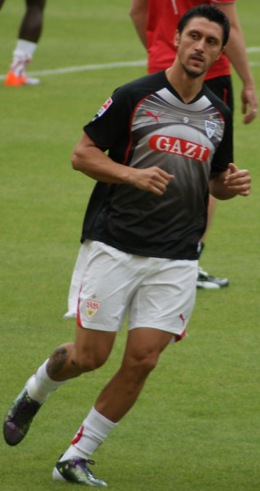
Ciprian Marica la antrenamentele lui VfB Stuttgart

Pe data de 23 iulie 2007 Șahtior Donețk ajunge la un acord cu clubul VfB Stuttgart în privința transferului său la clubul german, după ce a refuzat o ofertă venită din partea echipei engleze Derby County și a interesului arătat de Manchester City în achiziționarea lui. Marica a semnat un contract pe 5 ani, iar suma de transfer este de 8 milioane de euro, cea mai mare sumă de transfer plătită de clubul german. Directorul sportiv al celor de la Stuttgart, Horst Heldt, a declarat: „Ciprian este un atacant foarte flexibil și un pericol permanent în fața oricărei defensive, care se potrivește perfect în echipa noastră. A dorit cu disperare să semneze cu noi”
Marica a debutat pentru VfB în Bundesliga pe 12 august 2007, într-un meci pe teren propriu cu Schalke 04 (2–2). În primul sezon a apărut în 28 de meciuri și a înscris 2 goluri (plus un gol în UEFA Champions League, care a dus la victoria din fața celor de la Glasgow Rangers).
După primul sezon sub așteptări, antrenorul de atunci, Armin Veh, i-a acordat puține șanse de a juca. Lucrurile păreau să se îmbunătățească după demisia lui Veh. Noul antrenor, Markus Babbel, l-a reintrodus în echipă în locul lui Cacau, dar Marica nu a impresionat.
Doar după venirea antrenorului Christian Gross, Marica a primit o nouă șansă, profitând de accidentarea lui Cacau care l-a ținut mai multe luni în afara gazonului. De această dată Marica nu a dezamăgit, marcând patru goluri în trei meciuri. (două goluri în victoria cu Hannover 96 (2-0), golul victoriei în deplasarea de la Bayern München pe 27 martie 2010 și golul egalizator în victoria cu 2-1 în fața echipei Borussia Mönchengladbach de pe data de 3 aprilie 2010.)
În sezonul 2010–11 a ajuns a treia variantă ca atacant după Cacau și Pavel Pogrebnyak. Mai mult, după atacuri la adresa antrenorului nu a mai jucat niciun meci pentru echipa de club, nefiind de reținut în lotul echipei timp de câteva luni VfB Stuttgart. Pe 12 iulie 2011 a fost lăsat liber de contract.

### Schalke 04
Pe 28 iulie 2011, Marica a semnat un contract pe doi ani cu formația germană Schalke 04. A ales să rămână în Germania, deși a avut oferte din Anglia, de la Blackburn Rovers, și alte două echipe din Ligue 1, Marseille și Paris Saint-Germain.
În meciul împotriva lui Maccabi Haifa, din 14 decembrie 2011, Marica a marcat un gol, ajutându-și echipa să câștige partida cu scorul de 3-0. La 29 ianuarie 2012, el a marcat din nou, de data aceasta două goluri, în Bundesliga, împotriva 1. FC Köln, meci câștigat de Schalke cu scorul de 4-1. În cele două sezoane petrecute aici, Marica a contabilizat 34 de meciuri și a înscris cinci goluri.

### Getafe CF și Konyaspor
La 27 septembrie 2013, Marica a semnat un contract pe un sezon, cu clauză de prelungire, cu clubul spaniol Getafe CF. Din cauza semnificației cuvântului „marica” în dicționarul limbii spaniole, atacantul român a fost nevoit să poarte un tricou cu prenumele său „Ciprian”. El a debutat pentru Getafe la 6 octombrie în meciul contra lui Betis Sevilla, scor 3-1. La 31 octombrie, Marica a marcat primul său gol în La Liga în meciul contra lui Villareal, scor 2-0.
După expirarea contractului, în 2014 s-a transferat la Konyaspor, în Turcia, dar accidentările în serie, care l-au făcut să nu joace decât 7 meciuri în campionat, au dus la rezilierea contractului.

### FCSB
În speranța că va reintra în atenția selecționerului naționalei în vederea participării echipei României la Campionatul European de Fotbal din 2016, Marica s-a transferat la începutul acelui an înapoi în România, la FCSB, semnând un contract pe un an, fără a primi un salariu. El s-a accidentat însă din nou după 4 meciuri jucate, în partida contra lui Dinamo, și a apelat la ajutorul Marijanei Kovačević, practicantă a unor metode alternative pentru refacerea sportivilor. A jucat în returul semifinalei Cupei Ligii 2015–2016 cu Astra.
Și-a anunțat retragerea la data de 31 octombrie 2016, într-un mesaj pe facebook.

### Ambasador anti-bullying
Ciprian Marica s-a alăturat în campania „Clubul Prieteniei”, pentru a acorda sprijin copiilor împotriva violenței, derulată de către Cartoon Network și Asociația Telefonul Copilului.

## Echipa națională

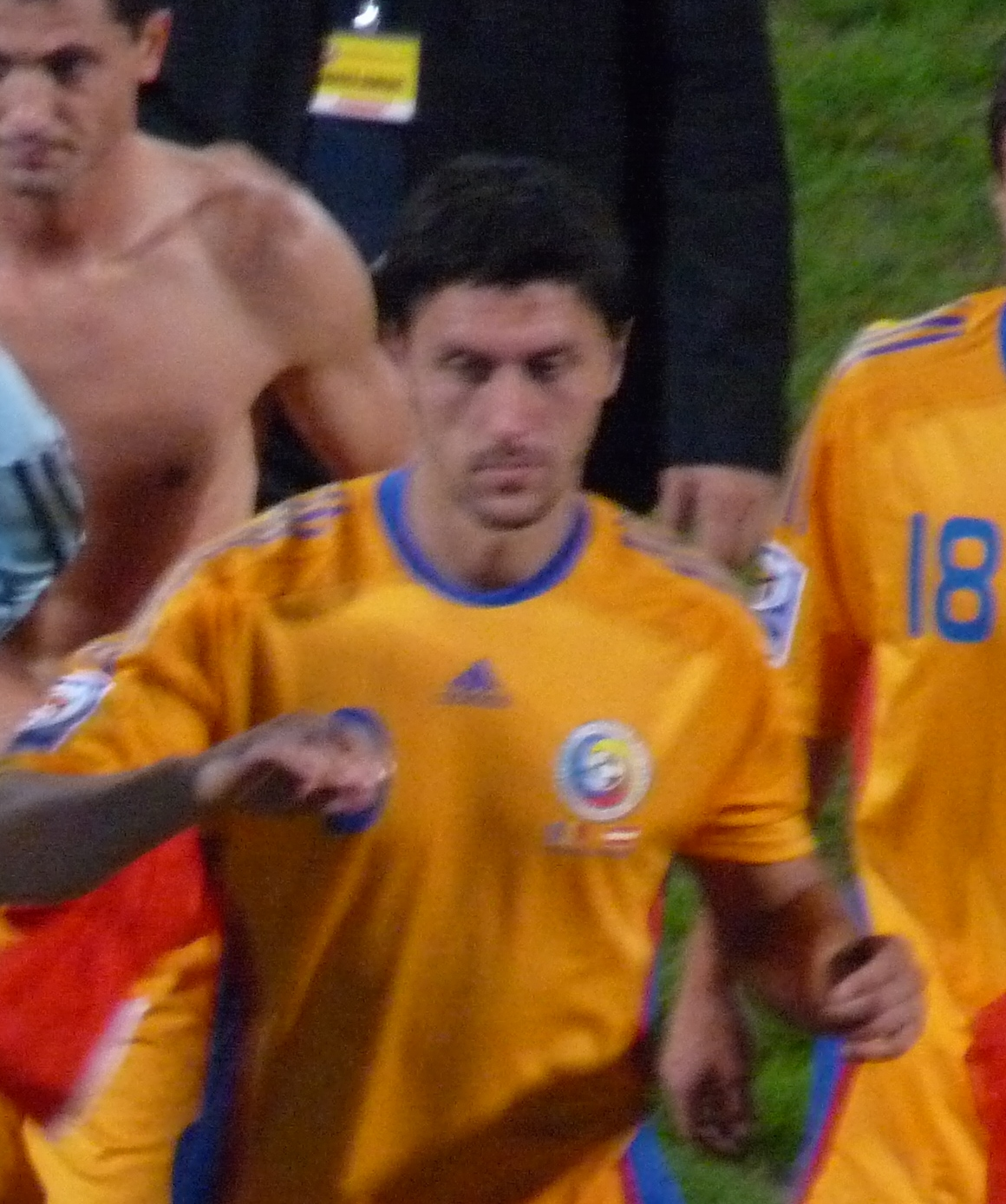
Marica la meciul România - Austria

A debutat la echipa națională de fotbal a României pe 16 noiembrie 2003, într-un amical pierdut în fața Italiei cu 1-0. De atunci, este titular incontestabil, fiind unul dintre jucătorii de bază ai formației.
În 2004, a jucat în patru meciuri din preliminariile la Campionatul Mondial din 2006, contra Macedoniei, Albaniei, Andorrei și Armeniei (meci în care a înscris primul gol la prima reprezentativă), precum și în amicalul cu Cipru. Marchează golul victoriei într-un amical cu Spania, viitoarea campioană europeană și mondială. În 2007, a disputat nu mai puțin de 12 meciuri cu naționala României, în care a înscris trei goluri. Din cauza unei accidentări la antrenamentele naționalei nu joacă nici un minut la Campionatul European din 2008, fiind doar rezervă în ultimul meci din grupă, pierdut în fața Olandei (0-2).
Pe 25 martie 2008, a primit Medalia „Meritul Sportiv” - clasa a III-a, din partea președintelui României, Traian Băsescu, deoarece a făcut parte din reprezentativa României care a obținut calificarea la Campionatul European din 2008.
Reușește prima dublă la națională în victoria meciul retur din Preliminariile EURO 2012 cu Bosnia și Herțegovina. A fost pentru prima dată căpitan al naționalei în meciul retragerii lui Ronaldo, cu Brazilia (0-1), partidă din turneul sud-american.

### Goluri pentru echipa națională
Ciprian Marica a marcat 25 goluri la Echipa națională de fotbal a României.
| #  | Dată              | Stadion                                     | Adversar              | Scorul după gol | Rezultat Final | Competiție                                             |
| -- | ----------------- | ------------------------------------------- | --------------------- | --------------- | -------------- | ------------------------------------------------------ |
| 1  | 17 noiembrie 2004 | Stadionul Hanrapetakan, Erevan, Armenia     | Armenia               | 1–0             | 1–1            | Calificările pentru Campionatul Mondial de Fotbal 2006 |
| 2  | 2 septembrie 2006 | Stadionul Gheorghe Hagi, Constanța, România | Bulgaria              | 2–0             | 2–2            | Preliminariile Campionatului European de Fotbal 2008   |
| 3  | 7 octombrie 2006  | Stadionul Steaua, București, România        | Belarus               | 2–0             | 3–1            | Preliminariile Campionatului European de Fotbal 2008   |
| 4  | 15 noiembrie 2006 | Estadio Ramón de Carranza, Cadiz, Spania    | Spania                | 0–1             | 0–1            | Meci amical                                            |
| 5  | 28 martie 2007    | Stadionul Ceahlăul, Piatra Neamț, România   | Luxemburg             | 3–0             | 3–0            | Preliminariile Campionatului European de Fotbal 2008   |
| 6  | 17 octombrie 2007 | Stade Josy Barthel, Luxemburg, Luxemburg    | Luxemburg             | 0–2             | 0–2            | Preliminariile Campionatului European de Fotbal 2008   |
| 7  | 21 noiembrie 2007 | Stadionul Național, București, România      | Albania               | 5–1             | 6–1            | Preliminariile Campionatului European de Fotbal 2008   |
| 8  | 26 martie 2008    | Stadionul Steaua, București, România        | Rusia                 | 1–0             | 3–0            | Meci amical                                            |
| 9  | 19 noiembrie 2008 | Stadionul Dinamo, București, România        | Georgia               | 1–1             | 2–1            | Meci amical                                            |
| 10 | 11 februarie 2009 | Stadionul Steaua, București, România        | Croația               | 1–0             | 1–2            | Meci amical                                            |
| 11 | 28 martie 2009    | Stadionul Gheorghe Hagi, Constanța, România | Serbia                | 1–2             | 2–3            | Calificările pentru Campionatul Mondial de Fotbal 2010 |
| 12 | 6 iunie 2009      | Stadionul Sūduva, Marijampolė, Lituania     | Lituania              | 0–1             | 0–1            | Calificările pentru Campionatul Mondial de Fotbal 2010 |
| 13 | 17 noiembrie 2010 | Hypo-Arena, Klagenfurt, Austria             | Italia                | 1–0             | 1–1            | Meci amical                                            |
| 14 | 26 martie 2011    | Bilino Polje, Zenica, Bosnia și Herțegovina | Bosnia și Herțegovina | 1–0             | 1–2            | Preliminariile Campionatului European de Fotbal 2012   |
| 15 | 3 iunie 2011      | Stadionul Giulești, București, România      | Bosnia și Herțegovina | 2-0             | 3-0            | Preliminariile Campionatului European de Fotbal 2012   |
| 16 | 3 iunie 2011      | Stadionul Giulești, București, România      | Bosnia și Herțegovina | 3-0             | 3-0            | Preliminariile Campionatului European de Fotbal 2012   |
| 17 | 7 septembrie 2012 | Lillekula, Tallin, Estonia                  | Estonia               | 2-0             | 2-0            | Calificările pentru Campionatul Mondial de Fotbal 2014 |
| 18 | 16 octombrie 2012 | Arena Națională, București, România         | Țările de Jos         | 1-2             | 1-4            | Calificările pentru Campionatul Mondial de Fotbal 2014 |
| 19 | 4 iunie 2013      | Arena Națională, București, România         | Trinidad și Tobago    | 1-0             | 4-0            | Meci amical                                            |
| 20 | 4 iunie 2013      | Arena Națională, București, România         | Trinidad și Tobago    | 2-0             | 4-0            | Meci amical                                            |
| 21 | 4 iunie 2013      | Arena Națională, București, România         | Trinidad și Tobago    | 4-0             | 4-0            | Meci amical                                            |
| 22 | 6 septembrie 2013 | Arena Națională, București, România         | Ungaria               | 1-0             | 3-0            | Calificările pentru Campionatul Mondial de Fotbal 2014 |
| 23 | 15 octombrie 2013 | Arena Națională, București, România         | Estonia               | 1-0             | 2-0            | Calificările pentru Campionatul Mondial de Fotbal 2014 |
| 24 | 15 octombrie 2013 | Arena Națională, București, România         | Estonia               | 2-0             | 2-0            | Calificările pentru Campionatul Mondial de Fotbal 2014 |
| 25 | 7 septembrie 2014 | Stadionul Karaiskakis, Pireu, Grecia        | Grecia                | 1-0             | 1-0            | Preliminariile Campionatului European de Fotbal 2016   |

## Palmares
Dinamo București
- Campionatul României: 2001–02, 2003–04
- Cupa României: 2003, 2004

Șahtior Donețk
- Campionatul Ucrainei: 2004-05, 2005-06
- Cupa Ucrainei: 2004
- Supercupa Ucrainei: 2005

## Statistici carieră
La 31 octombrie 2016.
| Club             | Campionat    | Sezon         | Campionat | Campionat | Cupă    | Cupă   | Supercupă | Supercupă | Europa  | Europa | Total   | Total  |
| Club             | Campionat    | Sezon         | Meciuri   | Goluri    | Meciuri | Goluri | Meciuri   | Goluri    | Meciuri | Goluri | Meciuri | Goluri |
| ---------------- | ------------ | ------------- | --------- | --------- | ------- | ------ | --------- | --------- | ------- | ------ | ------- | ------ |
| Dinamo București | Divizia A    | 2001–02       | 2         | 0         | 0       | 0      | 0         | 0         | 0       | 0      | 2       | 0      |
| Dinamo București | Divizia A    | 2002–03       | 11        | 1         | 3       | 0      | 0         | 0         | 0       | 0      | 14      | 1      |
| Dinamo București | Divizia A    | 2003–04       | 10        | 3         | 1       | 2      | -         | -         | 5       | 1      | 16      | 6      |
| Dinamo București | Divizia A    | Total         | 23        | 4         | 4       | 2      | 0         | 0         | 5       | 1      | 32      | 7      |
| Șahtior Donețk   | Premier Liha | 2003–04       | 12        | 4         | 2       | 0      | 1         | 0         | 0       | 0      | 15      | 4      |
| Șahtior Donețk   | Premier Liha | 2004–05       | 16        | 2         | 7       | 0      | 1         | 0         | 5       | 0      | 29      | 2      |
| Șahtior Donețk   | Premier Liha | 2005–06       | 21        | 4         | 1       | 0      | 1         | 0         | 9       | 2      | 32      | 6      |
| Șahtior Donețk   | Premier Liha | 2006–07       | 24        | 6         | 2       | 0      | 0         | 0         | 11      | 4      | 37      | 10     |
| Șahtior Donețk   | Premier Liha | Total         | 73        | 16        | 12      | 0      | 3         | 0         | 25      | 6      | 113     | 22     |
| VfB Stuttgart    | Bundesliga   | 2007–08       | 28        | 2         | 3       | 0      | 0         | 0         | 4       | 1      | 35      | 3      |
| VfB Stuttgart    | Bundesliga   | 2008–09       | 27        | 4         | 3       | 1      | 0         | 0         | 11      | 5      | 41      | 10     |
| VfB Stuttgart    | Bundesliga   | 2009–10       | 25        | 10        | 2       | 0      | 0         | 0         | 6       | 1      | 33      | 11     |
| VfB Stuttgart    | Bundesliga   | 2010–11       | 13        | 3         | 2       | 0      | 0         | 0         | 9       | 3      | 24      | 6      |
| VfB Stuttgart    | Bundesliga   | Total         | 93        | 19        | 10      | 1      | 0         | 0         | 30      | 10     | 133     | 30     |
| Schalke 04       | Bundesliga   | 2011–12       | 21        | 2         | 1       | 0      | 0         | 0         | 11      | 1      | 33      | 3      |
| Schalke 04       | Bundesliga   | 2012–13       | 13        | 3         | 3       | 3      | 0         | 0         | 3       | 0      | 19      | 6      |
| Schalke 04       | Bundesliga   | Total         | 34        | 5         | 4       | 3      | 0         | 0         | 14      | 1      | 52      | 9      |
| Getafe           | La Liga      | 2013–14       | 27        | 6         | 2       | 1      | 0         | 0         | 0       | 0      | 29      | 7      |
| Getafe           | La Liga      | Total         | 27        | 6         | 2       | 1      | 0         | 0         | 0       | 0      | 29      | 7      |
| Konyaspor        | Süper Lig    | 2014–15       | 6         | 1         | 2       | 1      | 0         | 0         | 0       | 0      | 8       | 2      |
| Konyaspor        | Süper Lig    | 2015–16       | 1         | 0         | 0       | 0      | 0         | 0         | 0       | 0      | 1       | 0      |
| Konyaspor        | Süper Lig    | Total         | 7         | 1         | 2       | 1      | 0         | 0         | 0       | 0      | 9       | 2      |
| FCSB             | Liga I       | 2015–16       | 7         | 0         | 2       | 0      | 0         | 0         | 0       | 0      | 9       | 0      |
| FCSB             | Liga I       | Total         | 7         | 0         | 1       | 0      | 0         | 0         | 0       | 0      | 9       | 0      |
|                  |              | Total carieră | 264       | 52        | 36      | 8      | 1         | 0         | 78      | 19     | 382     | 79     |